# Ecnomina merki
Ecnomina merki is een schietmot uit de familie Ecnomidae. De soort komt voor in het Australaziatisch gebied.